# Ferdinando Carulli

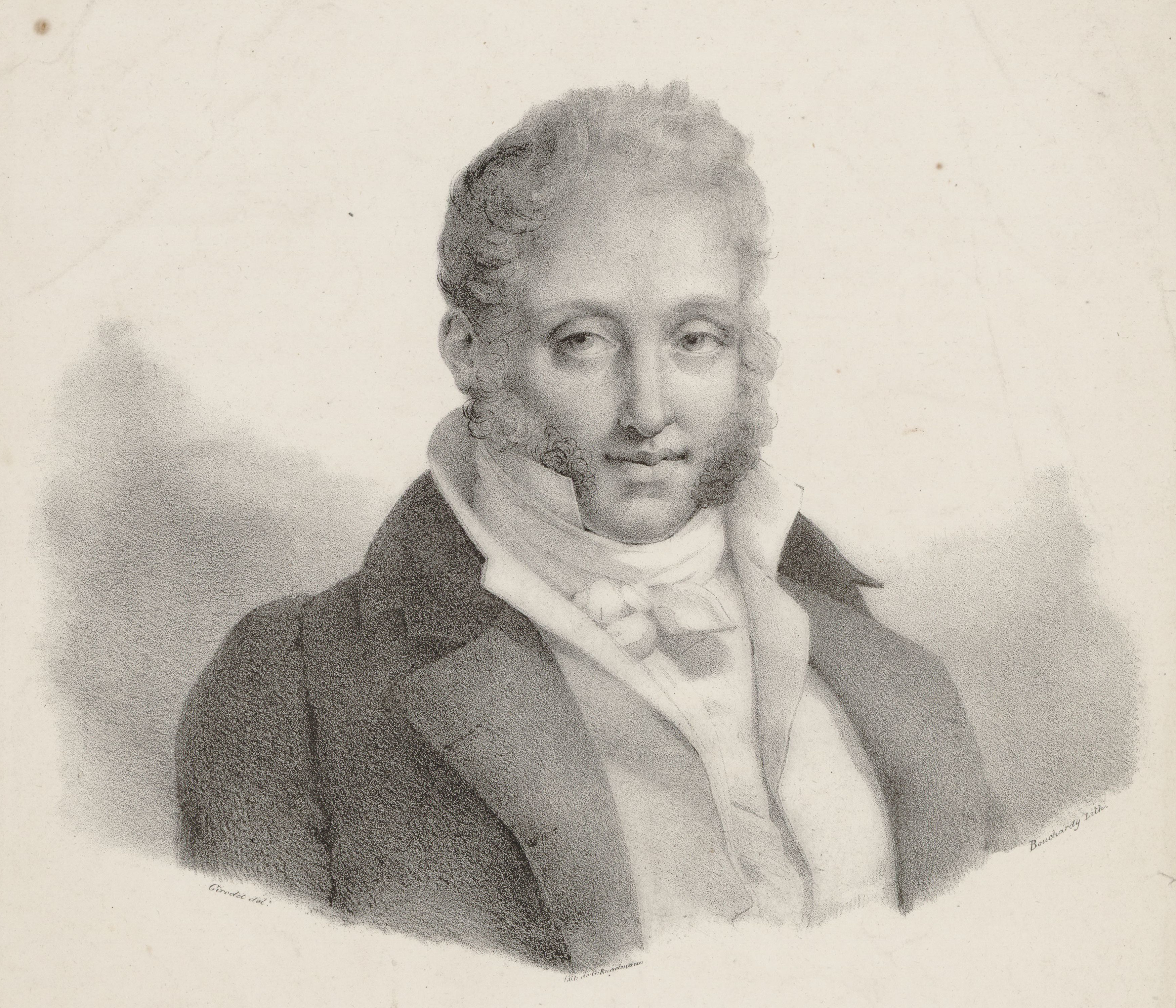
Ferdinando Carulli, Porträt von Julien Léopold Boilly (1796–1874)

Ferdinando Maria Meinrado Pascale Rosario Carulli, in der Literatur auch Fernando Carulli (geboren am 10. Februar 1770 in Neapel; gestorben am 17. Februar 1841 in Paris), war ein italienischer Komponist und Gitarrist der Frühromantik.

## Leben
Ferdinando Carulli erlernte zunächst das Cellospiel, zeigte jedoch bald starkes Interesse für die Gitarre. Mit etwa zwanzig Jahren begann er, sich das Gitarrenspiel beizubringen. Dieses Instrument stand von nun an für ihn im Mittelpunkt. Da zu dieser Zeit in seiner Heimatstadt Neapel kein Gitarrenlehrer zu finden war, war er gezwungen, eine eigene Spieltechnik zu entwickeln. Daneben studierte er auch Musiktheorie.
Nachdem er seine technischen Fertigkeiten auf der Gitarre ausreichend entwickelt hatte, gab er zuerst in Neapel, wo er am 20. Juni 1805 mit dem Gitarristen Interlandi auftrat, und später auch außerhalb Italiens, besonders in Frankreich, Konzerte. Dort lernte er auch seine zukünftige Gattin Marie-Josephine Boyer kennen, mit der er einen Sohn, Gustavo Carulli hatte. Nach diesen Konzertreisen zog er zunächst nach Mailand.
Einige erste Veröffentlichungen von Kompositionen für Gitarre erschienen um 1807 bei Ricordi in Mailand. Nach einem Aufenthalt in Wien ließ er sich ab April 1808 endgültig in Paris nieder. Dort galt er in den aristokratischen Salons als erster Gitarrist der Stadt. Carulli war der erste Musiker, der die Gitarre in Paris „salonfähig“ machte. François-Joseph Fétis berichtet in der Biographie universelle: „Der Künstler kam im April 1808 in Paris an, gab einige Konzerte und hatte überwältigenden Erfolg. Schon bald wurde er zum homme à la mode, sowohl als Virtuose wie auch als Lehrer“. Man sagt, dass er nicht der temperamentsvollste Musiker war, jedoch in hohem Tempo und präzise zu spielen vermochte. Mit Dionisio Aguado und Mauro Giuliani war er ein früher Vertreter des Anschlags mit den Fingernägeln.
Gemeinsam mit dem Instrumentenbauer René François Lacôte leistete er wichtige Beiträge zur technischen Verbesserung der Gitarre. So entwickelte er zusammen mit Lacôte eine zehnsaitige Gitarre (Décachorde) und brachte zugleich ein Lehrwerk speziell für das zehnsaitige Instrument (op. 293) heraus. Er verfasste eine populäre Gitarrenschule (Metodo. op. 27) und schuf insgesamt rund 400 Werke, in der Mehrzahl für Gitarre und Flöte.

## Werke und Werkausgaben (Auswahl)
Carulli hinterließ insgesamt mehr als 300 Kompositionen unterschiedlicher Qualität. Hauptakzente seines Schaffens liegen bei den gefälligen Virtuosenstücken und in seiner Kammermusik.
- Nice und Fileno, Sonate sentimentale, op.2 (eine musikalische Erzählung)
- Sonate pour la Guitarre, op.5
- Konzert für Gitarre A-Dur op. 8
- Trio op. 9 (für Flöte, Violine und Gitarre)
- Trio op. 12 (für Flöte, Violine und Gitarre)[5]
- Metodo completo per chitarra. Op. 27. 1809; Ergänzungsbände: Op. 61 (1810) und 75 (1810) sowie das Supplément à la Méthode, Op. 192, um 1822. Carullis bekannteste Gitarrenschule, Op. 241, erschien um 1825.[6]
- Walter Götze (Hrsg.): 6 kleine Duos, op. 34. (In zwei Heften für zwei Gitarren). B. Schott’s Söhne, Mainz (= Gitarren-Archiv. Band 65–66).
- Insgesamt 60 Duos für Violine und Gitarre.
- Duo für Gitarre und Klavier op. 37[7]
- Solo op. 76 n. 2[8]
- Trois Duos Nocturnes op. 90 (für 2 Gitarren)
- 3 Serenaden op. 96 (für 2 Gitarren)
- 6 Walzer op. 101[9]
- Duos op. 104/1 und 3 (für Flöte und Gitarre)
- Six Sérénades, op. 109
- 24 Präludien, op. 114[10] (Hörbeispiel  (Op. 114, Nr. 1)
- 2 Duette für Bratsche und Gitarre, op. 137[11]
- Notturno concertante für Gitarrenduo, op. 118[12]
- Gitarrenkonzert e-moll op. 140 „Petit Concerto de Société“
- Nocturno, op. 190, für Flöte und Gitarre
- „La girafe à Paris“ Divertissement Africo-Français op. 306
- Six Divertissements brillants op. 317
- Six andantes op. 320[13]
- Walter Götze (Hrsg.): 18 sehr leichte Stücke, op. 333. Heft 1. B. Schott’s Söhne, Mainz (= Gitarren-Archiv. Band 67).
- Fantasia, op. 337
- „Drei Tage“ (über die Revolutionstage des Jahres 1830)
- Capriccio en Do.
- Dieter Kreidler: Carulli-Brevier. 59 ausgewählte Werke als Ergänzung und Fortsetzung Carulli-Schule. 3 Bände. Schott, Mainz (= Gitarren-Archiv. Band 27–29).